# Diana Șoșoacă
Diana Iovanovici Șoșoacă (Bukarest, 1975. november 13. –) romániai ügyvéd és szélsőjobboldali politikus.

## Közéleti személyként
Oltásellenes aktivistaként vált ismertté a romániai COVID-19 világjárvány idején. 
A 2024-es választások óta a szélsőjobboldali ultranacionalista  és irredenta  S. O. S. Románia párt  elnökeként az Európai Parlament képviselője. 
Szándékában állt indulni Románia elnöki posztjáért a 2024-es választásokon. A román alkotmánybíróság azonban megtiltotta neki az indulást és törölte a nevét a 2024. novemberi szavazólapon szereplő jelöltek listájáról.